# YouGov
YouGov is een Brits internationaal, internet-gebaseerd bureau voor marktonderzoek en gegevensanalyse. Het bureau is actief in Europa, Noord-Amerika, het Midden-Oosten en Azië-Pacific.
YouGov werd in mei 2000 opgericht door twee leden van de Britse Conservatieve Partij, waaronder de latere minister Nadhim Zahawi. In 2001 werd politiek analist Peter Kellner van de BBC aangetrokken.

## Methodologie
YouGov is gespecialiseerd in marktonderzoek en opiniepeilingen via online-methoden. De methode van het bedrijf bestaat uit het verkrijgen van antwoorden van een geselecteerde groep internetgebruikers, en die gegevens dan te wegen, in overeenstemming met demografische informatie. Dergelijke steekproeven worden getrokken uit een panel van meer dan 8 miljoen mensen over de hele wereld. Aangezien voor de online-methoden van YouGov geen veldwerkers vereist zijn, liggen de kosten lager dan de meeste face-to-face- of telefoonmethoden. 
Voor parlementsverkiezingen in het Verenigd Koninkrijk hanteert YouGov de zeer gedetailleerde Multilevel Regression and Post-stratification analyse ('MRP') om betrouwbare conclusies te kunnen trekken voor elke kieskring.

## Bekende peilingen
YouGov voorspelde onder meer een 52-48% overwinning voor “Remain” in het Brits EU-referendum, en een kleine meerderheid voor de Conservatieve Partij in de Britse Lagerhuisverkiezingen 2019. YouGov publiceert ook populariteitspolls over honderden bedrijven en bekende personen, met een nadruk op de Angelsaksische wereld.